# Феурень
Феурень, Феурені (рум. Făureni) — село у повіті Клуж в Румунії. Входить до складу комуни Вултурень.
Село розташоване на відстані 340 км на північний захід від Бухареста, 17 км на північ від Клуж-Напоки.

## Населення
За даними перепису населення 2002 року у селі проживали 266 осіб, з них 264 особи (99,2%) румунів. Рідною мовою 264 особи (99,2%) назвали румунську.